# Nguyễn Thành Chung
Thành Chung Nguyễn (Tuyen Quang, 8 settembre 1997) è un calciatore vietnamita, difensore dell'Hà Nội e della Nazionale vietnamita.

## Carriera

### Club
Nel 2016 ha esordito nella prima divisione vietnamita.

### Nazionale
Ha giocato nella nazionale vietnamita Under-23.
Con la nazionale vietnamita ha preso parte alla Coppa d'Asia 2019.

## Palmarès

### Club

#### Competizioni nazionali
- V League 1: 3

Hà Nội T&T: 2016, 2018, 2019
- Coppa del Vietnam: 2

Hà Nội T&T: 2019, 2020
- Supercoppa del Vietnam: 2

Hà Nội T&T: 2018, 2019